# Conde do Juncal
O título de Conde do Juncal foi criado por decreto de 17 de Abril de 1890 do rei Carlos I de Portugal a favor de Carlos Pinto Vieira da Mota, 1.º conde do Juncal.

## Titulares
1. Carlos Pinto Vieira da Mota, 1.º conde do Juncal
2. Pedro de Sande Maria Aires de Campos Vieira da Mota, 2.º conde do Juncal